# NGC 4026
NGC 4026 (другие обозначения — UGC 6985, MCG 9-20-52, ZWG 269.29, PGC 37760) — линзообразная галактика (S0) в созвездии Большая Медведица.
Этот объект входит в число перечисленных в оригинальной редакции «Нового общего каталога».
Галактика NGC 4026 входит в состав группы галактик M109. Помимо NGC 4026 в группу также входят ещё 42 галактики.
В галактике обнаружена сверхмассивная чёрная дыра, масса которой оценивается в 108.33±0.109 (166-275 миллионов) масс Солнца.